# Кадзи, Акира
Акира Кадзи (яп. 加地 亮 Кадзи Акира, род. 13 января 1980, Минамиавадзи, Хиого) — японский футболист, защитник.

## Карьера
Выступал за клубы «Сересо Осака», «Оита Тринита», «Токио», «Гамба Осака», «Чивас США» и «Фаджиано Окаяма».
В составе национальной сборной Японии в период с 2003 по 2008 год провёл 64 матча и забил 2 мяча.

## Достижения

### Командные
Клубные
Токио
- Обладатель Кубка Джей-лиги: 2004

Гамба Осака
- Победитель Лиги чемпионов АФК: 2008
- Обладатель Кубка Императора: 2008, 2009
- Обладатель Кубка Джей-лиги: 2007
- Обладатель Суперкубка Японии: 2007

Международные
Сборная Японии
- Обладатель Кубок Азии: 2004

### Индивидуальные
- Символическая сборная Джей-лиги: 2006